# Exocentrus angusticollis
Exocentrus angusticollis là một loài bọ cánh cứng trong họ Cerambycidae.